# Ober-Eschbach
Ober-Eschbach ist ein Stadtteil von Bad Homburg vor der Höhe im südhessischen Hochtaunuskreis.

## Geografische Lage

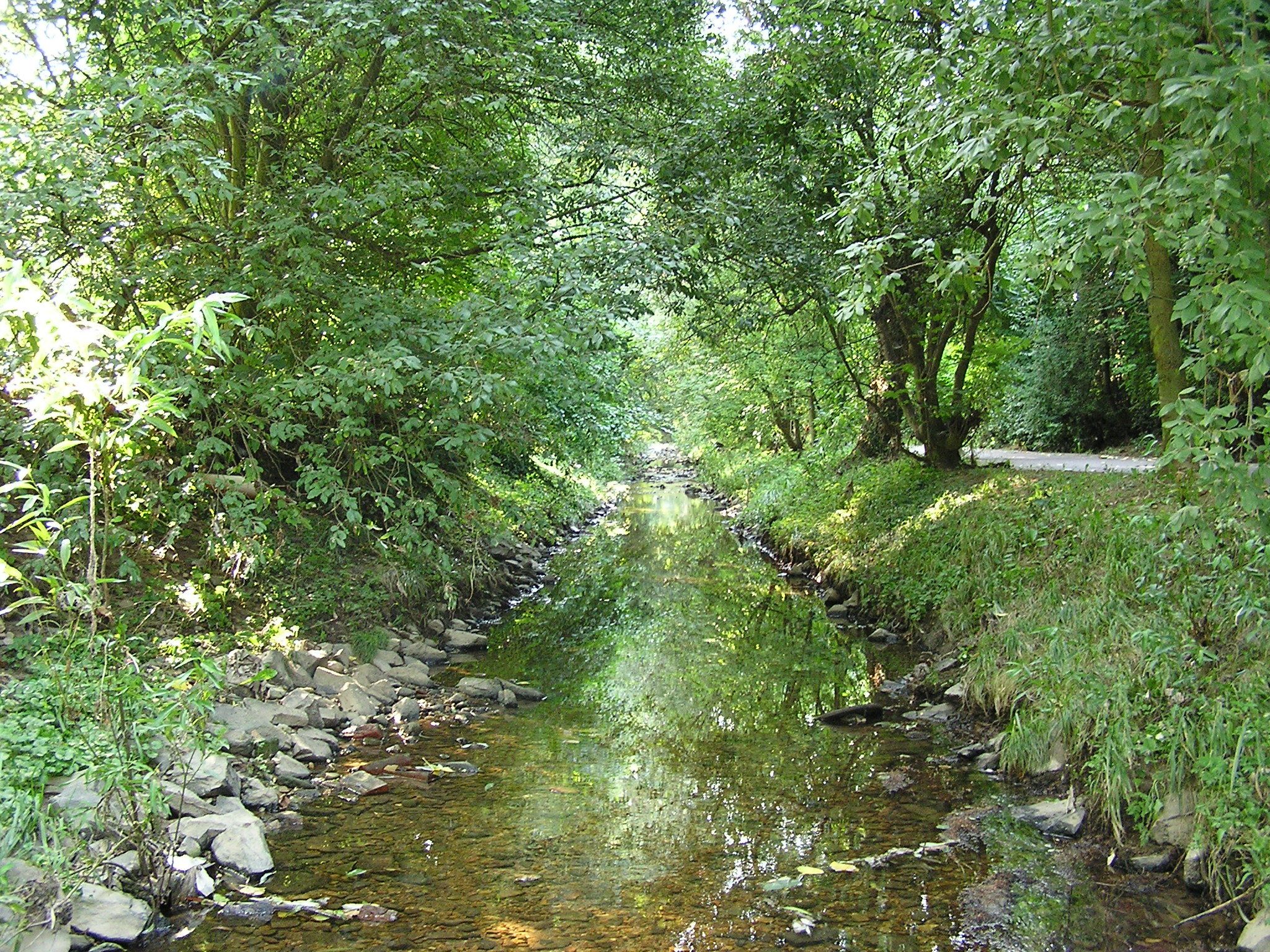
Eschbach (künstliche Bachführung)

Ober-Eschbach liegt auf einer Höhe von 157 m über NN, ca. 1,5 km östlich des Stadtkerns von Bad Homburg. Der Ort wird vom Eschbach durchflossen. Er grenzt im Westen an den Stadtteil Gonzenheim, im Norden an den Stadtteil Ober-Erlenbach von Bad Homburg, im Osten an den Frankfurter Stadtteil Nieder-Eschbach und im Süden an Bommersheim, einen Stadtteil von Oberursel (Taunus).
Zu Ober-Eschbach gehören zudem noch zwei Exklaven, beides unbewohnte Waldgebiete: zum einen ein Teil des Hardtwaldes nordöstlich von Bad Homburg, zum anderen ein Waldstück im äußersten Nordwesten Bad Homburgs, das an Anspach und Obernhain grenzt.

## Geschichte

### Urgeschichte

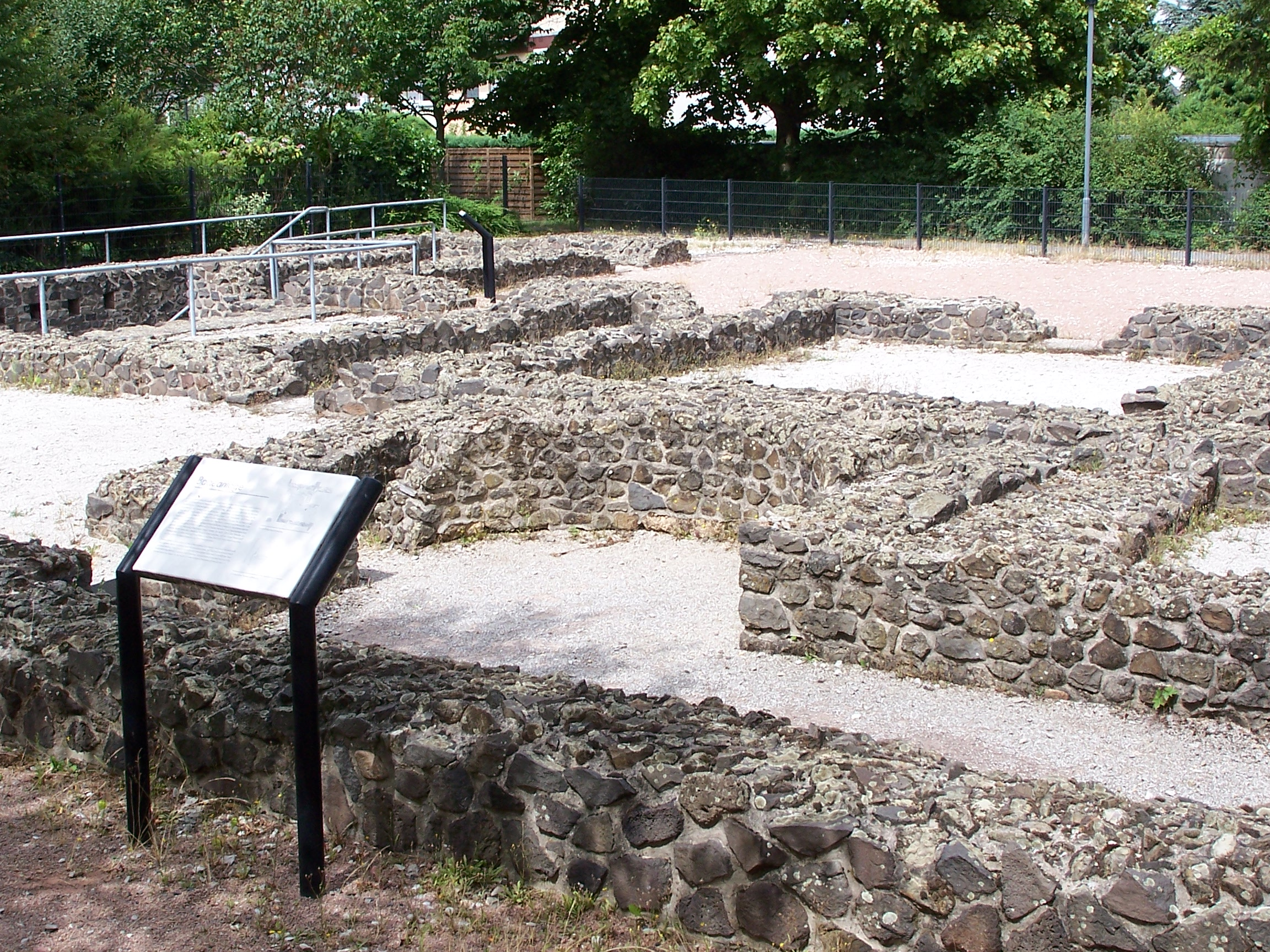
Archäologische Ausgrabungsstätte „Römische Villa“

In der Gemarkung von Ober-Eschbach gibt es eine Reihe archäologischer Funde aus römischer Zeit. Am oberen Ende der Lorscher Straße befindet sich ein archäologischer Garten mit den Ruinen einer Villa rustica, die freigelegt, konserviert und Teil einer Freifläche geworden sind. 1991 wurden sie bei der Errichtung eines Neubaugebietes entdeckt und 1995 als archäologischer Garten der Öffentlichkeit zugänglich gemacht. Die Reste der dazugehörigen Scheunen, Getreidespeicher, Stallungen und Wohngebäude wurden nach Abschluss der Ausgrabungen nicht erhalten und mussten dem Neubaugebiet Platz machen.

### Mittelalter
Die insgesamt 35 Erwähnungen von Aschebach im Lorscher Codex für das 8. und 9. Jahrhundert, die älteste von 772, sind weder Ober- noch Nieder-Eschbach (oder gegebenenfalls sogar einem anderen Ort, z. B. Eschborn) eindeutig zuzuordnen. Eine entsprechende Unterscheidung nimmt der Codex nicht vor. Als eigenständiger Ort erscheint Ober-Eschbach zum ersten Mal urkundlich im Jahre 1219, als die Pfarrei in „superiori askebach“ erwähnt wird. Schon 773 wird die wirtschaftliche Nutzung der Salzquellen bezeugt. Mit der Münzenberger Erbschaft 1255 fiel das Dorf an die Herren von Falkenstein.
Archäologische Untersuchungen an der Kirche in Ober-Eschbach in den Jahren 1996/97 haben ergeben, dass ihr Vorgängerbau im 9. oder 10. Jahrhundert entstand. Im 13. Jahrhundert erfolgte ein Kirchenneubau. Die Kirche des Ortes war eine Wehrkirche, von Mauern umgeben und mit einem wehrhaften Turm. Das Patrozinium lag bei St. Peter. Ab 1320 war Ober-Eschbach eine eigenständige Pfarrei, zu der Gonzenheim, die Hälfte von Burgholzhausen und die Burg Königstein gehörten. Ab 1476 war die Gemeinde der Marienkirche in Königstein inkorporiert. Die Gemeinde gehörte zum Erzbistum Mainz. Kirchliche Mittelbehörden waren ab 1107 das Archidiakonat der Stiftskirche St. Peter in Mainz und deren Dekanat Eschborn.
1416 gelangte Ober-Eschbach an das Erzbistum Mainz. 1419 wurde der Ort Lehen der Herren von Eppstein. 1487 wurde Ober-Eschbach als homburgische Enklave zusammen mit Homburg an Graf Philipp I. von Hanau-Münzenberg verkauft. Die Ringmauer, von der nahe der neuen Schule noch Mauerreste zu sehen sind, entstand ebenfalls im 15. Jahrhundert.

### Frühe Neuzeit

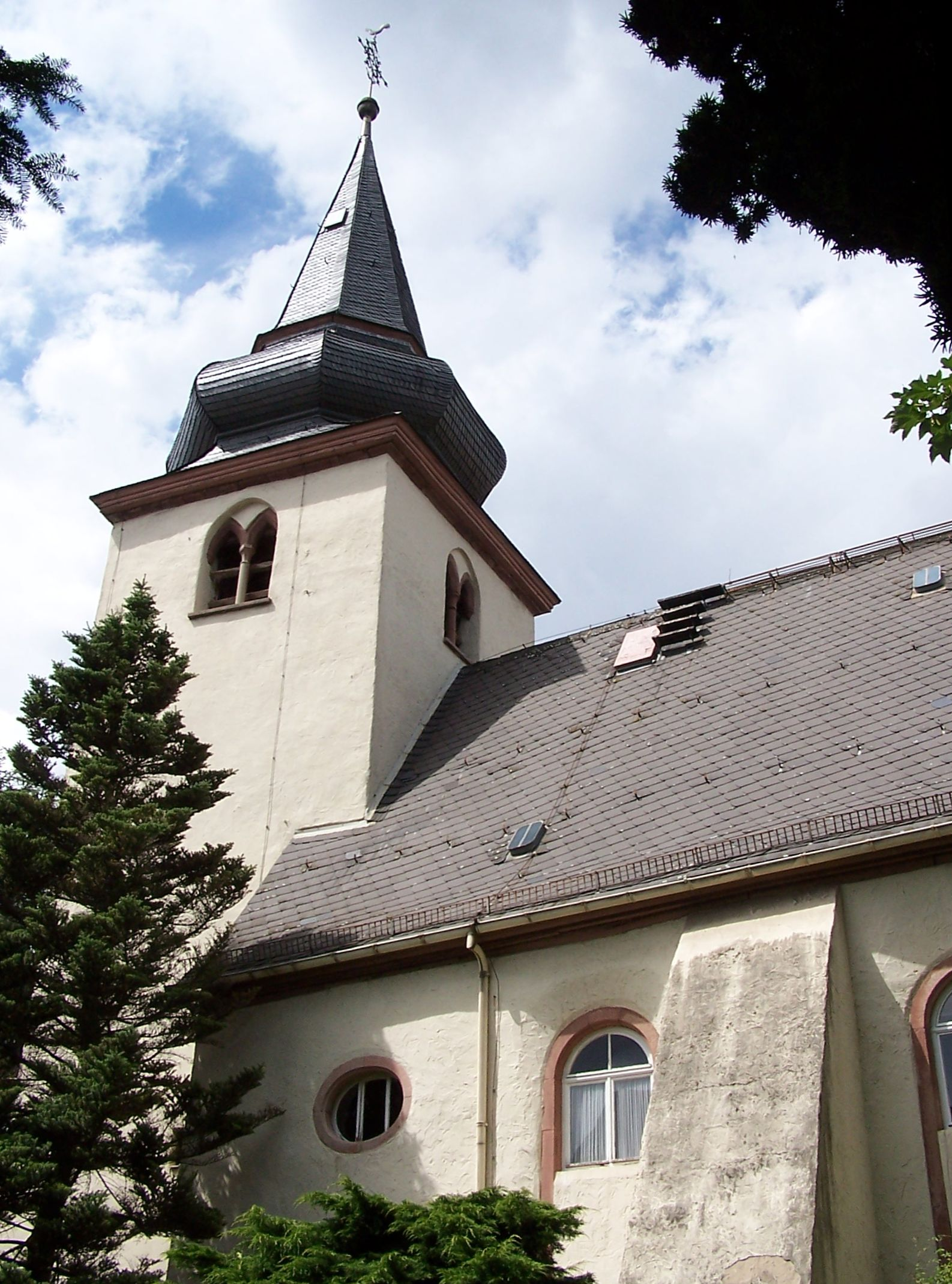
Ehemalige katholische, ab frühem 16. Jh. lutherische, ab 1596 evangelisch-reformierte Kirche. Turm und Schiff frühgotisch. Turmhelm und Chor barock. 1823 profaniert. Bis 1972 Bürgermeisteramt („Altes Rathaus“)

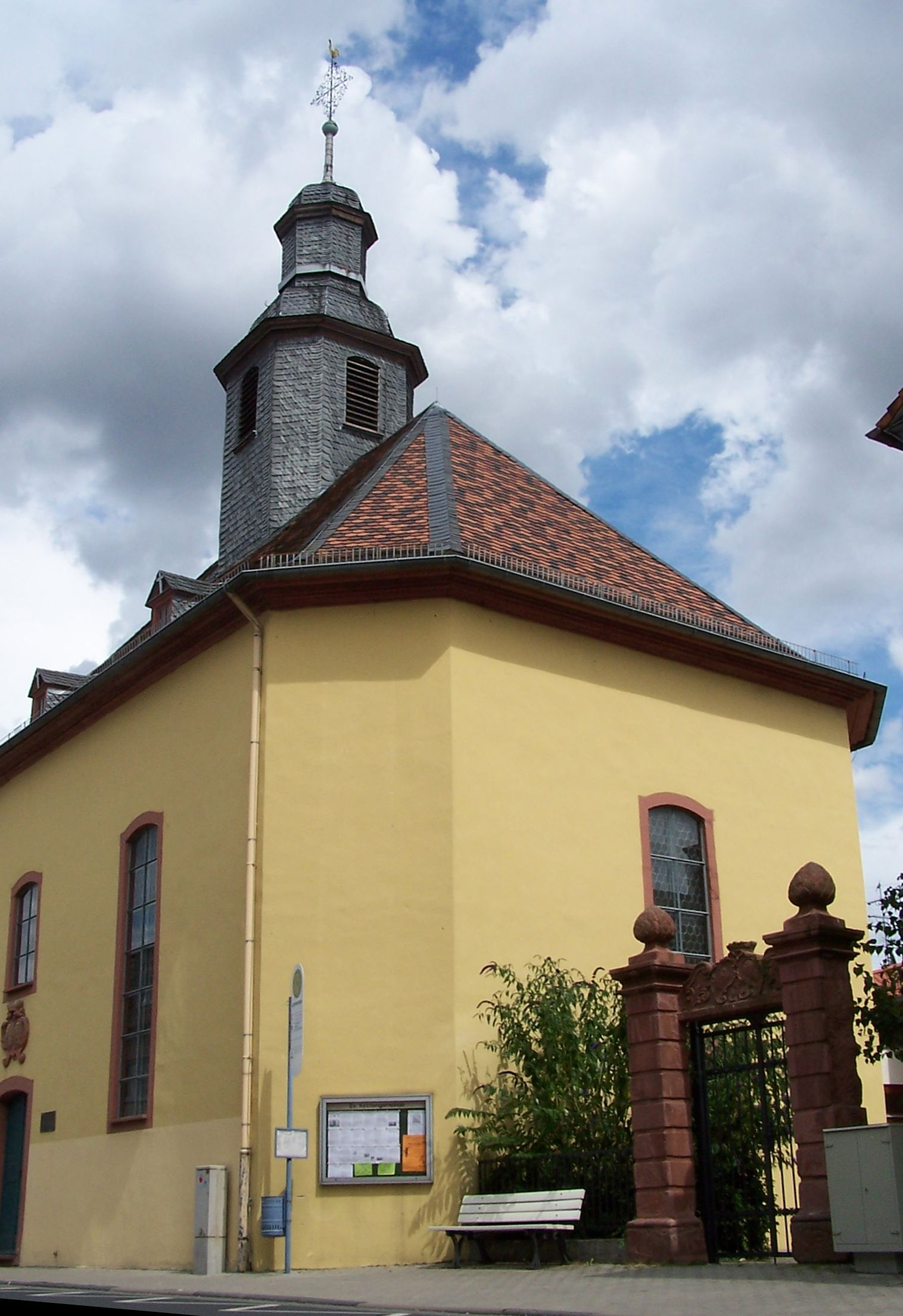
Ehemalige Evangelisch-lutherische Pfarrkirche Zur Himmelspforte, seit 1823 Gotteshaus der unierten Gemeinde

Das Dorf lebte von der Landwirtschaft. An Ober- und Unterhof waren Schäfereien und Mühlen angeschlossen. 1593 führte Graf Philipp Ludwig II. von Hanau-Münzenberg in der Grafschaft Hanau-Münzenberg das reformierte Bekenntnis ein („zweite Reformation“). Im gleichen Jahr wurde erstmals eine Schule in Ober-Eschbach erwähnt. 1595 wurden Ober- und Nieder-Eschbach zusammen mit Steinbach und Burgholzhausen vor der Höhe in dem neu gebildeten Amt Rodheim der Grafschaft Hanau-Münzenberg zusammengeführt.
Im Dreißigjährigen Krieg wurde der Ort zum Teil zerstört, 1630 das Pfarrhaus, und folgend die Gemeinde von Nieder-Eschbach aus verwaltet. Nachdem 1642 die reformierte Linie des Hanau-Münzenberger Grafenhauses ausstarb und die lutherische Linie der Grafen von Hanau-Lichtenberg an die Regierung kam, bildeten sich in vielen Orten der Grafschaft Hanau-Münzenberg lutherische Gemeinden, die aber zahlenmäßig geringer und wirtschaftlich schwächer blieben als die reformierten. Ab 1642 fanden in Ober-Eschbach auch lutherische Gottesdienste statt, zunächst im Saal des Oberhofs, ab 1644 „auf der Pforte“, dem damaligen Rathaus. 1693 wurde eine lutherische Schule erwähnt, 1700 eine reformierte. 1716 wurde das lutherische Pfarrhaus erbaut, 1720 wieder ein lutherischer Pfarrer angestellt, 1728–1731 die lutherische Kirche erbaut. Sie erhielt Ausstattungsstücke aus anderen Kirchen der Grafschaft, unter anderem eine Kanzel aus der Johanneskirche in Hanau.
1269 wurde Gottfried von Eppstein als Eigner des Oberhofs in Ober-Eschbach genannt. Später gehörte der Oberhof den Freiherren von Ingelheim. Nach dem Dreißigjährigen Krieg kaufte ihn der Frankfurter Kaufmann Johannes Ochs. Dieser entwickelte den Oberhof zu dem Gasthaus „Hessischer Hof“. Der Unterhof gehörte den Herren von Riedesel zu Bellersheim.
Die Grafschaft Hanau-Münzenberg – und damit Ober-Eschbach – fiel nach dem Tod des letzten Grafen von Hanau, Johann Reinhard III., 1736, aufgrund eines Erbvertrages an die Landgrafschaft Hessen-Kassel. 1767 erhielt die reformierte Kirche einen Zwiebelturm, 1787 ihren Rundchor. Neben der Landwirtschaft stellte die Strumpfweberei, die in Heimarbeit betrieben wurde, bis ins 19. Jahrhundert einen wichtigen Erwerbszweig dar.

### Neuzeit
1806 bis 1810 war Ober-Eschbach französisch besetzt, gehörte zum Fürstentum Hanau und wurde danach dem Großherzogtum Hessen zugeschlagen, bei dem es auch nach dem Wiener Kongress verblieb. Hier gehörte es folgenden Verwaltungseinheiten an:
- ab 1820: Amt Vilbel (Provinz Oberhessen),
- ab 1821: Landratsbezirk Vilbel,
- ab 1832: Kreis Friedberg,
- ab 1848: Regierungsbezirk Friedberg,
- ab 1852: Kreis Vilbel,
- ab 1874: Kreis Friedberg

Von 1821 bis 1853 gehörte Ober-Eschbach zum Bezirk des Landgerichts Großkarben, der 1853 aufgelöst wurde, dann bis 1879 zu dem des Landgerichts Vilbel, ab 1879 zu dem des Amtsgerichts Vilbel.
Ober-Eschbach wurde 1945 dem neuen Land (Groß-)Hessen zugeteilt.
1823 wurden die beiden protestantischen Konfessionen, die lutherische und die reformierte, vereinigt. Erster unierter Pfarrer wurde der letzte reformierte Pfarrer, Johann Philipp Gruber. Die Kirchengemeinde einigte sich auf die bisher lutherische Kirche Zur Himmelspforte als Gotteshaus der vereinigten Gemeinde und profanierte die vormals reformierte Kirche. Diese wurde ab 1824 unter anderem als Rathaus genutzt.
1941 wurde die Freiwillige Feuerwehr von Ober-Eschbach gegründet. 1945 und 1946 zogen Flüchtlinge und Heimatvertriebene nach Ober-Eschbach. 1950 wurde mit der Ausweisung neuer Baugebiete begonnen. 1953 fand die 1200-Jahr-Feier statt, die allerdings, wie neuere Erkenntnisse zeigen, keine historisch nachprüfbare Grundlage hatte. 1957 wurde die neue Schule eingeweiht.
Entwicklung seit der Eingemeindung
Die bis dahin selbständige Gemeinde Ober-Eschbach wurde zum 31. Dezember 1971 im Zuge der Gebietsreform in Hessen durch den freiwilligen Grenzänderungsvertrag zu einem von fünf Stadtteilen von Bad Homburg vor der Höhe, nachdem zuvor ein Zusammenschluss mit fünf Nachbargemeinden zur Gemeinde Eschbachtal gescheitert war. Ober-Eschbach gehört seit 1. August 1972 zum Hochtaunuskreis im Regierungsbezirk Darmstadt. Die Gemeinde hatte damals 2241 Einwohner (Stand 30. Juni 1976). Für Ober-Eschbach wurde per Hauptsatzung ein Ortsbezirk, nach Maßgabe der §§ 81 und 82 HGO und des Kommunalwahlgesetzes in der jeweils gültigen Fassung, gebildet.
Während das Dorf bis dahin nur wenig überörtliches Gewerbe aufwies, setzte danach eine rasante Entwicklung in der Wohnbebauung und bei der Ansiedlung von hochwertigem Gewerbe ein. Die verkehrsgünstige Lage und die Attraktivität des Namens Bad Homburg v.d. Höhe trugen dazu bei. Ab 1984 wurde das auf alten Streuobstwiesen ausgewiesene Gewerbegebiet Am Atzelnest mit der Einweihung der deutschen Vertriebszentrale von Hewlett-Packard erschlossen. Später folgten DuPont, Norsk Data und weitere Firmen aus den Sektoren Hightech, Ausbildung und Dienstleistungen. 1987 wurde im westlichen Neubaugebiet An der Leimenkaut (bebaut 1982/1986) das evangelische Gemeindezentrum eingeweiht. 1995 wurde schließlich die neue römisch-katholische Filialkirche St. Elisabeth mit dazugehörigem Gemeindezentrum eingeweiht. Sie steht in direkter Nachbarschaft zum evangelischen Gemeindezentrum. Im selben Jahr öffnete auch der Kindergarten im östlichen neuen Wohngebiet Hessengärten (gebaut 1979/82). 1994 wurde die Außenstelle der Stadtverwaltung im „Alten Rathaus“ geschlossen, die Stadt bietet die bürgernahen Leistungen nur noch zentral an. Ab 1995 wurde ein weiteres Gewerbegebiet Am Massenheimer Weg eröffnet, dort haben sich unter anderem ein Lebensmittelgroßhändler, ein Malerbedarfshandel, eine Möbelspedition und ein Reifenhändler angesiedelt. Im November 2007 schließlich eröffnete am Südring einer der größten BMW/Mini-Vertragshändler des Rhein-Main-Gebiets.
Im Jahr 2002 begannen wegen des starken Zuzugs Erweiterung und Sanierung der Schule. Seit der Einweihung 2004 trägt sie den Namen „Grundschule im Eschbachtal“.
In den Jahren 2003 bis 2006 erhielt der Ober-Eschbacher Friedhof eine repräsentative Ummauerung aus grobem Naturstein, die optisch an die zum Teil noch vorhandene spätmittelalterliche Ringmauer im Ortskern anknüpft. Eine weitere Ortsbildverbesserung ist durch die im Frühjahr 2008 umgestaltete Ortseinfahrt am Gewerbegebiet Leimenkaut entstanden. Ein begrünter neuer Straßenkreisel bietet besseren Verkehrsfluss.

## Politik

### Ortsbeirat
Bei den Kommunalwahlen in Hessen 2021 betrug die Wahlbeteiligung zum Ortsbeirat Ober-Eschbach 59,09 %. Dabei wurden gewählt: vier Mitglieder der CDU, zwei Mitglieder des Bündnis 90/Die Grünen, zwei Mitglieder der SPD und ein Mitglied der „Bürgerliste Bad Homburg“ (BLB). Der Ortsbeirat wählte Yvonne Velten (CDU) zur Ortsvorsteherin.

### Wappen
Das (nichtamtliche) Wappen von Ober-Eschbach wurde erst 1989 durch den Heraldiker Heinz Ritt erstellt. Das Wappen ist durch einen Wellenbalken, der den Eschbach repräsentiert, quer geteilt. Die Petrusschlüssel im oberen Bereich verweisen auf St. Peter als Schutzpatron des Ortes, der Eschenzweig auf den Baum Esche, der dem Eschbach den Namen gab. Die Farben Rot und Gold waren die Farben der Grafen von Hanau, der früheren Ortsherren.

## Infrastruktur

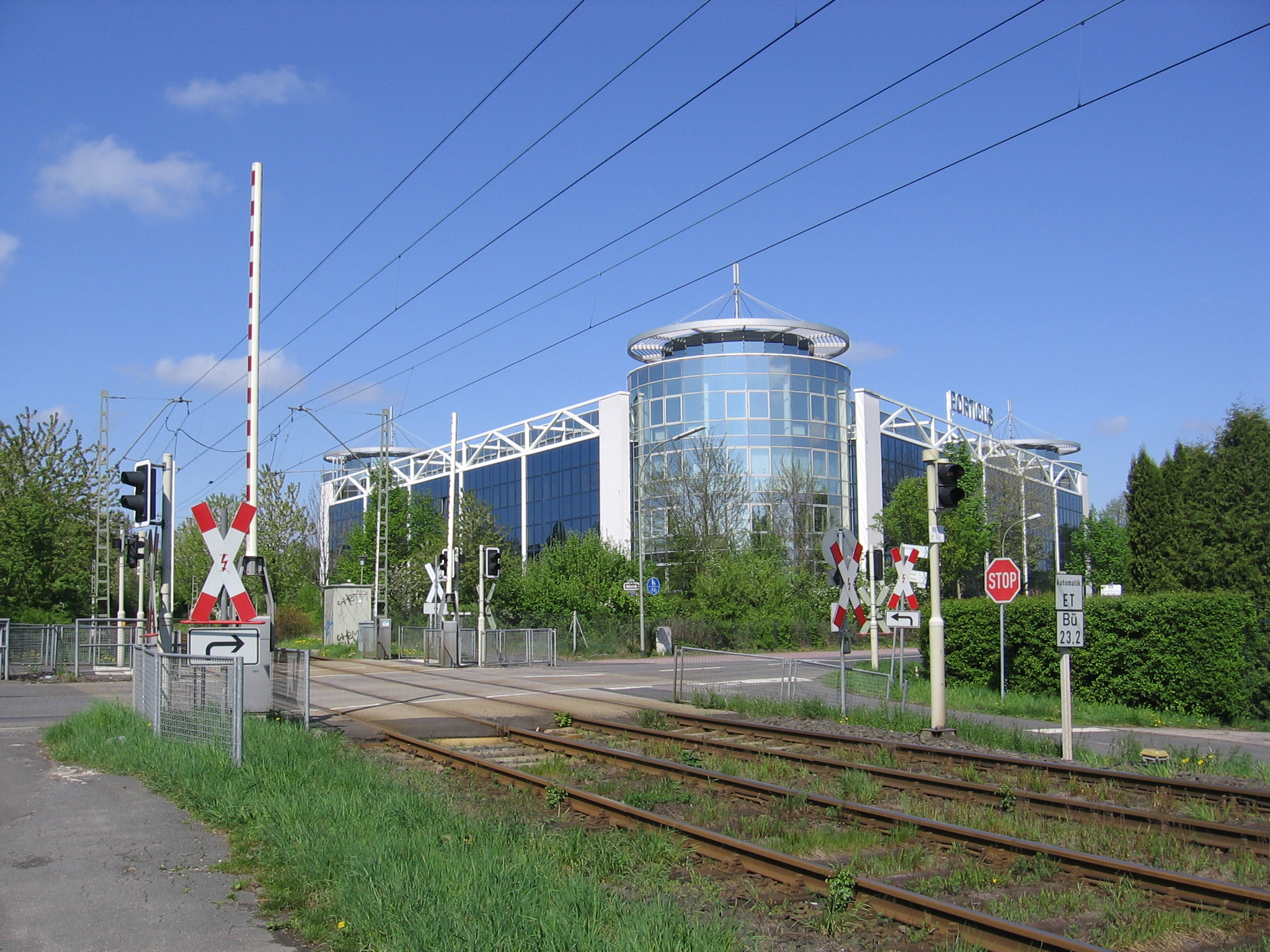
Bahnübergang U2 in Ober-Eschbach

### Schiene und ÖPNV
Die Frankfurter Stadtbahnlinie U2 hat in Ober-Eschbach einen Haltepunkt und verbindet den Ort mit der Stadtmitte Frankfurts, nicht jedoch mit dem Zentrum von Bad Homburg.
| Linie | Verlauf | Takt                                                         |
| ----- | --- | ------------------------------------------------------------ |
| S2    | Südbahnhof – Schweizer Platz – Willy-Brandt-Platz – Hauptwache – Eschenheimer Tor – Grüneburgweg – Holzhausenstraße – Miquel-/Adickesallee – Dornbusch – Fritz-Tarnow-Straße – Hügelstraße – Lindenbaum – Weißer Stein – Heddernheim – Sandelmühle – Riedwiese/Mertonviertel – Kalbach – Bonames Mitte – Nieder-Eschbach – Ober-Eschbach – Bad Homburg-Gonzenheim | 10/20 min (werktags) 5/10 min (HVZ) 15 min (sonn-/feiertags) |

Von 1910 bis 1971 fuhr auf der Trasse der heutigen Stadtbahn die Überlandstraßenbahn der Frankfurter Lokalbahn AG, die auch den Güterverkehr bediente. Die Personenzüge der Linie 25 fuhren bis zum Bad Homburger Marktplatz durch. Heute übernehmen die Stadtbuslinien 1 und 11 sowie 2 und 12 die Verbindung mit der Innenstadt von Bad Homburg.

### Straße
Seit 1936 führte die Reichsautobahn durch die Gemarkung von Ober-Eschbach. Ober-Eschbach liegt heute zwischen der Bundesautobahn 5 und der Bundesautobahn 661, die im Süden des Stadtteils das Bad Homburger Kreuz bilden. Ober-Eschbach besitzt jedoch keinen direkten Autobahnanschluss. Die südlichen Ortsteile sind durch den Bau von Schallschutzanlagen längs der Bundesautobahn 5 von dort nahezu schallfrei geworden.
Eine Ortsumgehung besteht seit 1988 (Südring), erweitert 1995 um den Ostring bis zur Unterführung der Bundesautobahn 5 nach Ober-Erlenbach. Seit 1993 ist die Ostumgehung von Ober-Eschbach bis zur Abfahrt Leimenkaut freigegeben. 2003 folgte dann die Verlängerung der K 766 (neu) bis Friedrichsdorf.

## Kulturdenkmäler
Für die Kulturdenkmäler des Ortsteils siehe die Liste der Kulturdenkmäler in Ober-Eschbach.
Die evangelische Kirche Ober-Eschbach „Zur Himmelspforte“ wurde 1728–1731 als Querkirche errichtet.

## Persönlichkeiten
- Karl Backes (1837–1909), Lehrer in Ober-Eschbach und Landtagsabgeordneter
- Christof Krause (1928–2005), Bildhauer